# آل ملاح (البيضاء)

تعديل مصدري - تعديل

آل ملاح هي إحدى قرى عزلة ال مظفرالاعلى بمديرية البيضاء التابعة لمحافظة البيضاء، بلغ تعداد سكانها 415 نسمة حسب تعداد اليمن لعام 2004.